# Albrecht Ludwig Keferstein
Albrecht Ludwig Keferstein (* 10. April 1792 in Cröllwitz; † 26. Dezember 1872 in Halle (Saale)) war ein deutscher Unternehmer. Er gehört zu den Vorkämpfern der Industrialisierung in Halle (Saale).

## Leben
Er war der Sohn von Philipp Sebastian Ludwig Keferstein (1754–1834), einem Papiermacher und Papierhändler, und dessen Ehefrau Rahel Charlotte (1765–1845), Tochter des Papierfabrikanten Gabriel Christoph Drewsen in Lachendorf bei Celle. Die Eltern hatten am 14. Oktober 1790 geheiratet; neben seinem Bruder Leberecht Adolf Orlando Keferstein hatte er noch vier Geschwister. Sein Elternhaus wurde 1799 beim Hochwasser der Saale zerstört. 
Während der Zeit des Königreichs Westphalen erlernte er das väterliche Gewerbe und nahm anschließend aktiv an den Befreiungskriegen teil, wo er bis zum Offizier in einem schlesischen Infanterieregiment aufstieg. 1820 quittierte er den Militärdienst und übernahm die väterliche Papiermühle in Cröllwitz, in der er 67 Personen beschäftigte. Allerdings brannte diese bereits 1823 nieder. Im folgenden Jahr leitete er den Wiederaufbau und erweiterte die Mühle bis 1846 beträchtlich. In dieser Zeit gründete er das Unternehmen Keferstein & Germar, das er 1848 in Keferstein & Sohn umbenannte. Die bedeutendsten Buchhandlungen und Druckereien in Halle, Leipzig und Magdeburg bezogen das Papier aus Cröllwitz. 
Als Keferstein am 7. April 1857 sein fünfzigjähriges Papiermacher-Jubiläum feierte, wurde ihm vom preußischen König der Ehrentitel eines Kommerzienrats verliehen. Er war auch Mitglied des Preußischen Herrenhauses und Stadtrat in Halle (1856–1860). In die Freimaurerloge Zu den drei Degen fand er 1825 Aufnahme.

## Schriften
- (zusammen mit G. M. S. Fischer): Papier. In: Allgemeine Encyclopädie der Wissenschaften und Künste. Section 3, Teil 11. (hrsg. von J. S. Ersch und J. G. Gruber) Brockhaus, Leipzig 1838, S. 75–104.
- Beleuchtung der Behauptungen und Versprechen, wodurch die Actienzeichnung zur Dresdner Papierfabrik befürwortet wurde. H. W. Schmidt, Halle 1858.